# Juízes universais

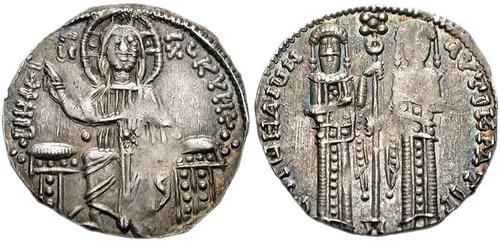
Basílico de e

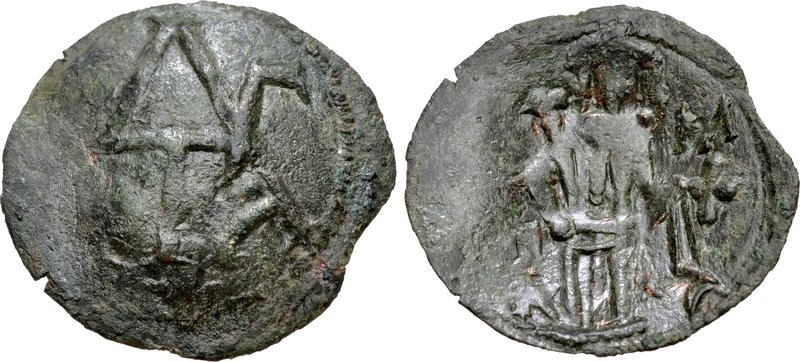
Histameno do imperador r.

Juízes universais (em grego: κριταὶ καθολικοὶ; romaniz.: kritaì katholikoì) foi uma corte suprema que existiu durante o final do Império Bizantino. Seu antecessor era  um tribunal de 12 juízes, composto de membros seculares (senadores) e eclesiásticos, criado por Andrônico II Paleólogo (r. 1282–1328) em 1296. Funcionou como uma corte suprema, e não houve apelação para suas decisões. O tribunal foi reduzido para quatro membros, ao menos um dos quais sendo um bispo, por Andrônico III Paleólogo (r. 1328–1341) em 1329, e recebeu o nome de "juízes supremos".
Segundo Manuel II Paleólogo (r. 1391–1425), tiveram autoridade sobre todos os assuntos; recebiam apenas reclamações por escrito; conduziam as audiências, incluindo o testemunho de especialistas onde considerassem necessário; e deliberaram em reclusão, com o julgamento resultando da maioria das opiniões. Os primeiros quatro juízes foram José, bispo de Apros, Gregório Clidas, arquidiácono e diceofílax, o grande dióceta Glabas, e Nicolau Matarango, possivelmente um estudioso. Eles serviram até um grande escândalo de corrupção em 1336/1337, do qual os três primeiros foram considerados culpados.
Apesar do tribunal original residir na capital Constantinopla, quadros similares de juízes aparecem ao longo do século XIV nos territórios bizantinos do Despotado da Moreia, em Salonica, em Lemnos, bem como no Império Sérvio e no Império de Trebizonda, nestes últimos devido a influência bizantina sobre eles.